# Keep the Faith (песня Тамары Гачечиладзе)
«Keep the Faith» (с англ. — «Сохраняй веру») — песня в исполнении грузинской певицы Тамары Гачечиладзе, представлявшую Грузию на «Евровидении-2017». Создана Тамарой Гачечиладзе и Анри Джохадзе.
Релиз песни лейблом Universal Music по всему миру, как и в Грузии состоялся 29 марта 2017 года.

## Евровидение
8 декабря 2016 года грузинский вещатель GPB объявил, что в национальном отборе Грузии на «Евровидение-2017» примут участие 27 конкурсантов, в том числе и Тамара Гачечиладзе, который состоится в Тбилиси. Однако, 11 декабря 2016 года стало известно, что число конкурсантов увеличилось ещё на одного участника отбора. В финале национального отбора, состоявшемся 20 января 2017 года, Тамара занимает 1-е место (второе по зрительскому голосованию и первое — по голосованию жюри) и получает право представлять страну на «Евровидении-2017». Релиз песни вышел 29 марта, а релиз клипа на песню — 6 апреля. Грузия будет участвовать в первой половине первого полуфинала на Евровидении. Тамара выступала под номером 2 первого полуфинала, по итогам которого, Грузия не прошла в финал, заняв 11-е место, получив 99 баллов.

## Список композиций
| №  | Название         | Длительность |
| -- | ---------------- | ------------ |
| 1. | «Keep the Faith» | 2:58         |

## История релиза
| Страна | Дата          | Формат           | Лейбл           |
| ------ | ------------- | ---------------- | --------------- |
| Мир    | 29 марта 2017 | Digital download | Universal Music |